# Dąbrówka
Dąbrówka és un poble de Polònia, a Masòvia. Es troba al districte (Gmina) de Białobrzegi, pertanyent al comtat (Powiat) de Białobrzegi. Es troba aproximadament a 6 km al sud de Białobrzegi, i a 69 km al sud de Varsòvia.
Entre 1975 i 1998 va pertànyer al voivodat de Radom.